# Copaeodes
Copaeodes is een geslacht van vlinders van de familie dikkopjes (Hesperiidae), uit de onderfamilie Hesperiinae.

## Soorten
- C. aurantiaca (Hewitson, 1868)
- C. castanea Mielke, 1969
- C. jean Evans, 1955
- C. minima (Edwards, 1870)